# بوجانگای مخمل‌پوش
بوجانگای مخمل‌پوش (نام علمی: Dicrurus modestus) نام یک گونه از تیره بوجانگا است.